# Česká fotbalová liga 1996/1997
Sezóna 1996/97 ČFL byla 4. sezónou v samostatné české fotbalové lize. Vítězství si zajistil klub SK Slavia Praha B, do 2. fotbalové ligy 1997/1998 postoupil FK MUS Most, který skončil na 2. místě. Týmy FK Trutnov, SK Kladno a SK Benešov sestoupily do divize. SK Rakovník prodal soutěž týmu AFK Sokol Semice.

## Tabulka
| Poř. | Tým                        | Z  | V  | R  | P  | VG | OG | B  |
| ---- | -------------------------- | -- | -- | -- | -- | -- | -- | -- |
| 1.   | SK Slavia Praha B          | 34 | 21 | 5  | 8  | 64 | 38 | 68 |
| 2.   | FK MUS Most                | 34 | 18 | 11 | 5  | 60 | 30 | 65 |
| 3.   | VT Chomutov                | 34 | 18 | 6  | 10 | 58 | 34 | 60 |
| 4.   | FK Pelikán Děčín           | 34 | 16 | 8  | 10 | 65 | 35 | 56 |
| 5.   | SK Spolana Neratovice      | 34 | 17 | 4  | 13 | 53 | 38 | 55 |
| 6.   | SK Český Brod              | 34 | 16 | 7  | 11 | 61 | 53 | 55 |
| 7.   | FC Turnov (S)              | 34 | 13 | 12 | 9  | 34 | 32 | 51 |
| 8.   | SK Rakovník                | 34 | 14 | 7  | 13 | 53 | 52 | 49 |
| 9.   | 1. FC Plzeň (N)            | 34 | 13 | 8  | 13 | 46 | 53 | 47 |
| 10.  | SK Sparta Krč (N)          | 34 | 11 | 12 | 11 | 41 | 54 | 45 |
| 11.  | FC Dukla Příbram           | 34 | 9  | 17 | 8  | 39 | 39 | 44 |
| 12.  | AC Sparta Praha B          | 34 | 10 | 11 | 13 | 39 | 37 | 41 |
| 13.  | FK Admira/Slavoj (N)       | 34 | 9  | 13 | 12 | 37 | 42 | 40 |
| 14.  | EMĚ Mělník                 | 34 | 10 | 10 | 14 | 33 | 49 | 40 |
| 15.  | SC Xaverov Horní Počernice | 34 | 8  | 12 | 14 | 40 | 45 | 36 |
| 16.  | FK Trutnov (N)             | 34 | 9  | 8  | 17 | 39 | 51 | 35 |
| 17.  | SK Kladno                  | 34 | 8  | 9  | 17 | 36 | 64 | 33 |
| 18.  | SK Benešov                 | 34 | 3  | 6  | 25 | 16 | 68 | 15 |

Poznámky:
- Z = Odehrané zápasy; V = Vítězství; R = Remízy; P = Prohry; VG = Vstřelené góly; OG = Obdržené góly; B = Body;  (S) = Mužstvo sestoupivší z vyšší soutěže;  (N) = Mužstvo postoupivší z nižší soutěže (nováček)

|  | 2. česká fotbalová liga 1997/1998 |
|  | Sestup                            |

## Soupisky mužstev

### SK Slavia Praha B
P. Černý (-/0),
Tomáš Kerbach (-/0),
L. Sedláček (-/0),
Martin Slavík (-/0),
Václav Winter (-/0) -
V. Barták (-/0),
J. Benda (-/0),
Pavel David (-/2),
P. Dvořák (-/12),
Dušan Fitzel (-/3),
A. Hofman (-/0),
J. Hovorka (-/0),
Martin Hyský (-/0),
Kennedy Chihuri (-/1),
Martin Chýle (-/1),
Lukáš Jarolím (-/3),
Jaromír Jindráček (-/8),
Tomáš Kalán (-/9),
Tomáš Klinka (-/1),
Pavel Kýček (-/0),
Edvard Lasota (-/2),
Leoš Mitas (-6),
R. Pavelec (-/0),
Martin Pazdera (-/1),
Adam Petrouš (-/1),
Martin Pěnička (-/2),
J. Pfleger (-/1),
Martin Pohořelý (-/2),
D. Roušar (-/0),
P. Sedláček (-/2),
M. Souček (-/0),
Václav Spal (-/3),
Daniel Šebor (-/0),
P. Šebor (-/0),
Daniel Šmejkal (-/1),
J. Šmíd (-/0),
T. Vacíř (-/1),
Jaroslav Veltruský (-/2),
D. Ventura (-/0) -
trenéři Jiří Šusta a Miroslav Stárek

### FK MUS Most
Karel Cyrany (-/0),
Michal Kýček (-/0),
Josef Novák (-/0),
M. Ungr (-/0) -
Martin Bárta (-/2),
J. Bohata (-/0),
Rostislav Broum (-/13),
J. Černý (-/2),
Bedřich Hamsa (-/0),
Ota Hertl (-/1),
Stanislav Hofmann (-/0),
Chlad (-/2),
Martin Chýle (-/4),
Petr Ihracký (-/0),
Petr Johana (-/2),
Stanislav Lemmr (-/0),
Martin Maděra (-/5),
T. Machulda (-/0),
Petr Novotný (-/0),
Marcel Procházka (-/0),
Stanislav Salač (-/3),
Michal Seman (-/15),
Martin Spilka (-/0),
A. Stehlík (-/0),
Martin Šourek (32/3),
T. Urban (-/2),
Pavel Veleman (-/3),
Radek Vomočil (-/3),
Pavel Vrána (-/0) -
trenér Anton Stehlík

### VT Chomutov
P. Kocourek (-/0),
Martin Luger (-/1),
Radek Zaťko (-/0) -
L. Barták (-/0),
Marian Bedrich (-/3), 
M. Březina (-/3),
Jiří Dozorec (-/11),
Jaroslav Ferenčík (-/1),
Jaroslav Hauzner (-/11),
R. Hůrka (-/0),
Pavel Kareš (-/1),
Kejmar (-/1),
Vladimír Kosinský (-/4),
Zdeněk Kotalík (-/3),
P. Kožíšek (-/0),
Jiří Kvítek (-/6),
J. Lang (-/2),
David Nehoda (-/1),
F. Pajer (-/0),
Karel Rezek (-/0),
Jaroslav Uličný (-/0),
Zdeněk Urban (-/5),
Martin Vašina (-/3),
Vítek (-/1),
Radek Vytrlík (-/0),
F. Žikeš (-/0) -
trenér Zdeněk Hruška

### FK Pelikán Děčín
David Allert (-/0),
A. Bílkovský (-/0),
R. Vidimský (-/0) -
Karel Andok (-/0),
Tomáš Čížek (-/0),
Pavel Dornbach (-/2),
Zdeněk Erneker (-/1),
K. Hanzalius (-/3),
Roman Jůn (-/0),
Vladimír Kargl (-/4),
Daniel Koranda (-/0),
Stanislav Krejčík (-/2),
Jaroslav Kurej (-/0),
J. Kyselica (-/2),
O. Latyškin (-/0),
J. Majer (-/3),
M. Myška (-/2),
M. Paták (-/2),
Petr Pejša (-/15),
Pavel Putík (-/4),
P. Runt (-/5),
David Šindelář (-/3),
V. Šmalcl (-/0),
Martin Třasák (-/0),
V. Vašák (-/1),
Pavel Vašíček (-/2),
P. Vavřička (-/5),
Jan Žebro (-/0) -
trenér  Martin Pulpit

### SK Spolana Neratovice
David Lomský (-/0),
Martin Svoboda (-/0),
M. Žlab (-/0) -
Radek Čížek (-/8),
K. Dvořák (-/0),
Tomáš Fingerhut (-/0),
Josef Gabčo (-/27), 
J. Kočárek (-/0),
Zbyněk Kočárek (-/1), 
Luděk Kokoška (-/0),
Milan Kolouch (-/0),
Petr Krištůfek (-/3),
M. Kubr (-/0),
Karel Machač (-/2),
M. Makovička (-/0),
Martin Matlocha (-/4),
K. Nový (-/0),
H. Rybák (-/1),
M. Sourada (-/5),
P. Šejc (-/0),
Jaroslav Škoda (-/2),
M. Vacek (-/0),
Antonín Valtr (-/1),
L. Vlk (-/0) -
trenér Luboš Urban

### SK Český Brod
K. Krajník (-/0),
P. Průša (-/0) -
L. Černý (-/0),
Viktor Dvirnyk (-/5),
Aleš Foldyna (-/8),
Tibor Fülöp (-/2),
František Jakubec mladší (-/0),
K. Kadlec (-/1),
Mário Kaišev (-/2),
P. Kaulfus (-/1),
Richard Margolius (-/2),
Tomáš Michálek (-/2),
Miřatský (-/2),
J. Myslivec (-/0),
J. Novák (-/0),
P. Novák (-/3),
Viktor Pařízek (-/3),
M. Petr (-/0),
Tomáš Pěnkava (-/7),
M. Pilát (-/0),
Starý (-/2),
Daniel Šimberský (-/3),
Radim Truksa (-/5),
Roman Veselý (-/4), 
Marek Vomáčka (-/8) -
trenér František Adamíček

### SK Český ráj Turnov
Zbyněk Hauzr (-/0),
Petr Koubus (-/0) –
Milan Bouda (-/0),
Pavel Čapek (-/1),
Karel Dobš (-/3),
Richard Gábor (-/1),
Jiří Houžvička (-/1),
Petr Jirásko (-/2),
David Kalousek (-/1),
Pavel Kočí (-/0),
Roman Leitner (-/1),
Michal Lesák (-/2), 
J. Mackovčin (-/1),
Miloš Marek (-/6),
P. Masáryk (-/0),
J. Novotný (-/0),
Jozef Olejník (-/1),
Ondrejčík (-/1),
Sadílek (-/1),
David Sládeček (-/6),
Souček (-/1),
O. Staněk (-/0),
Vladimír Svoboda (-/0),
Michal Šmíd (-/0),
Jaroslav Urbánek (-/0),
K. Vrabec (-/2) –
trenéři Karel Tichý a Josef Hloušek

### SK Rakovník
Radek Chadima (-/0),
Aleš Chvalovský (-/0),
Radek Sňozík (-/0) -
Dan Asník (-/2),
M. Bronec (-/1),
Jindřich Bureš (-/0),
Pavel Drsek (-/5),
M. Fojtík (-/2),
Martin Havel (-/4),
Rostislav Hertl (-/5),
Petr Hlavsa (-/11),
Martin Kokšál (-/0),
František Kollár (-/0),
T. Linhart (-/0),
M. Moravčík (-/1),
J. Panuška (-/0),
Karel Procházka (-/2),
Marek Řepka (-/4),
Radek Schweinert (-/3),
Radim Suchánek (-/0),
František Šamberger (-/2),
Karel Tichota (-/3),
Zdeněk Vopat (-/6),
Milan Záleský  (-/1) -
trenér František Plass

### 1. FC Plzeň
Jiří Krbeček (-/0),
Pavel Mizera (-/0),
Z. Slováček (-/0) -
Petr Andrlík (-/4),
R. Baxa (-/0),
A. Dvořák (-/0),
R. Fiala (-/2),
Z. Folprecht (-/1),
T. Hettler (-/1),
D. Hořínek (-/2),
J. Hudeček (-/0),
M. Chaluš (-/0),
R. Jurina (-/0),
Lukáš Pleško (-/1),
A. Prokš (-/13),
M. Radolf (-/1),
Libor Smetana (-/6),
Martin Smíšek (-/3),
J. Sýkora (-/0),
Jiří Šámal (-/0),
Jiří Šanda (-/8),
P. Šiml (-/2),
Martin Švejnoha (-/0),
Jan Velkoborský (-/0),
R. Vyleta (-/2) -
trenér Jaromír Mysliveček

### SK Sparta Krč
Jan Blažka (-/0),
M. Švec (-/0),
Michal Vorel (-/0),
Petr Voženílek (-/0) -
P. Baláž (-/0),
M. Čup (-/0),
R. Duda (-/7),
T. Herynek (-/0),
J. Hyský (-/0),
J. Kačerovský (-/0),
P. Kletečka (-/1),
Š. Kment (-/0),
K. Kocián (-/9),
L. Kurucz (-/4),
M. Lapek (-/5),
Aleš Macela (-/0),
Mareček (-/1),
Tomáš Mašek (-/1),
P. Moravec (-/2),
J. Novák (-/2),
L. Olmr (-/0),
I. Orinič (-/0),
P. Pařízek (-/2),
J. Pavlík (-/0),
P. Pavlík (-/0),
J. Přerost (-/0),
Alexandr Samuel (-/4),
J. Stumpf (-/0),
P. Svoboda (-/1),
P. Volek (-/2) -
trenér Jaroslav Kohout

### FC Dukla Příbram
K. Mička (-/0),
Roman Solnař (-/0),
M. Štván  (-/0) -
J. Amet (-/2),
Slobodan Avrič (-/1),
Václav Černý (-/12),
Michal Gregor (-/1),
Petr Grund (-/0),
M. Hoffmann (-/1),
Jaroslav Kilián (-/0),
Boris Kočí (-/1),
Martin Kokšál (-/2),
Daniel Koranda (-/1),
Tomáš Kukol (-/1),
T. Macek (-/1),
Jaroslav Mašek (-/1),
Radek Mynář (-/1),
Miloš Nepovida (-/8),
Marcel Pacovský (-/0),
Jaroslav Pazdera (-/2),
Jiří Rychlík (1/0),
Jiří Svojtka (-/1),
V. Šlehofer (-/0),
Hynek Talpa (-/2),
A. Weiner (-/0),
Jan Zušťák (-/1) -
trenéři Josef Csaplár a Karel Přenosil

### AC Sparta Praha B
Jiří Bobok (-/0),
Michal Špit (-/0) -
P. Anderlík (-/0),
Martin Arazim (-/1),
Ivan Čabala (-/1),
Jiří Dohnal (-/0),
Václav Dolista (-/4),
Peter Gunda (-/1),
P. Hájek (-/0),
J. Hrdina (-/0),
David Hrubý (-/1),
Jiří Jarošík (-/1),
Ruslan Ljubarskyj (-/1),
Petr Lukáš (-/0),
T. Marko (-/0),
Tomáš Michálek (-/0),
P. Němec (-/0),
Radek Petrák (-/4),
Antonín Plachý (-/1),
Petr Prokop (-/0),
Miroslav Rada (-/1),
Peter Slicho (-/9),
Václav Socher (-/0),
M. Starý (-/0),
Marek Stratil (-/1),
Milan Šafr (-/2),
Milan Šedivý (-/7),
Radek Šourek (-/1),
Šťastný (-/2),
J. Vencovský (-/0),
M. Vrba (-/0),
Jan Zakopal (-/1),
Radek Zlatník (-/0) -
trenéři Josef Veniger a Dušan Uhrin mladší

### FK Admira/Slavoj
Petr. Králíček (-/0),
K. Zuska (-/0) -
Jiří Bezpalec (-/0),
J. Cacák (-/6),
Karel Dobš (-/1),
J. Dvořák (-/0),
M. Filip (-/0),
Zdeněk Houštecký (-/5),
P. Chalupník (-/0),
R. Kabrna (-/1),
K. Kadlec (-/0),
V. Kubányi (-/3),
M. Kučera (-/1),
Martin Mašek (-/0),
V. Mojžíš (-/1),
R. Pecka (-/0),
T. Peclinovský (-/0),
T. Petrák (-/0),
A. Roučka (-/4),
V. Říha (-/0),
Jiří Schveiner (-/5),
K. Sluka (-/3),
P. Šamša (-/3),
Šídlo (-/1),
J. Urban (-/0),
D. Vácha (-/2),
J. Vesecký (-/0),
Jan Zelenka (-/1) -
trenér Zdeněk Peclinovský

### EMĚ Mělník
Josef Bejr (-/0),
P. Januška (-/0),
P. Řezáč (-/0),
M. Šporka (-/0) -
D. Janeček (-/0),
M. Janouch (-/0),
Kadlec (-/0),
A. Kejmar (-/2),
T. Kozel (-/0),
P. Kožíšek (-/1),
M. Macek (-/4),
M. Makovička (-/0),
M. Minár (-/0),
R. Petrův (-/0),
Bohuslav Pixa (-/2),
K. Pokorný (-/5),
M. Pospíšil (-/0),
T. Pospíšil (-/0),
Povýšil (-/2),
T. Průcha (-/0),
Petr Rydval (-/4),
D. Simon (-/1),
Michal Starczewski (-/2),
P. Tichý (-/3),
Libor Tomášek (-/1),
Michal Voljanskij (-/6),
J. Vrňák (-/0),
Martin Vrtiška (-/0),
P. Zuskin (-/3) -
trenér Vlastimil Polák

### SC Xaverov Horní Počernice
Václav Bradáč (-/0),
Milan Sova (-/0),
P. Víšek (-/0) -
Jan Barták (-/2),
Petr Bílek (-/0),
Pavel Borovec (-/8),
František Douděra (-/2),
Miroslav Držmíšek (-/1),
M. Filka (-/0),
David Jehlička (-/2),
L. Jelínek (-/0),
L. Kubeš (-/0),
Marek Ladomerský (-/1),
Jiří Ludvík (-/1),
David Lukeš (-/4),
L. Mašek (-/0),
Antonín Medřický (-/0),
Vladimír Mikuláš (-/0),
Jan Míl (-/2),
Gustáv Ondrejčík (-/8),
Sládeček (-/1),
Petr Šimoníček (-/0),
Vladimír Tománek (-/0),
A. Unger (-/0),
Z. Vávra (-/3),
Jan Vorel (-/0),
A. Zikmund (-/0) -
trenéři Bohuš Víger a Ján Kemko

### FK Trutnov
M. Chráska (-/0),
Petr Kobos (-/0),
J. Roth (-/0),
M. Šindelář (-/0) -
Aleš Bednář (-/2),
D. Bekr (-/0),
M. Brejcha (-/1),
M. Dvořák (-/3),
Jan Gábrle (-/1),
Jan Gruber (-/0),
M. Hejna (-/3),
V. Honek (-/0),
M. Horák (-/5),
S. Horák (-/0),
V. Jůzl (-/0),
I. Kábrt (-/1),
D. Kindl (-/1),
R. Koblížek (-/1),
M. Kruliš (-/5),
T. Mikeš (-/0),
J. Němeček (-/4),
J. Pich (-/0),
P. Samek (-/7),
Jan Sapár (-/1),
L. Švanda (-/0),
T. Vít (-/3) -
trenéři Oldřich Hanuš a Ladislav Šafář

### SK Kladno
Michal Douša (-/0),
J. Němeček (-/0),
J. Zlata (-/0) -
F. Barták (-/0),
David Cimrman (-/2),
Zdeněk Čurilla (-/3),
M. Dlouhý (-/0),
Pavel Drsek (-/1),
P. Dubravský (-/1),
P. Gregor (-/5),
Charvát (-/1),
M. Jícha (-/4),
Václav Kalina (-/0),
T. Korbel (-/2),
J. Kosora (-/1),
V. Kovařík (-/0),
J. Křivánek (-/0),
Kubín (-/0),
D. Lunger (-/5),
J. Procházka (-/0),
R. Procházka (-/0),
František Šimek (-/5),
Šimůnek (-/1),
P. Štika (-/1),
J. Tyburec (-/1),
T. Vlasatý (-/0),
D. Zábranský (-/0),
R. Zadák (-/1),
Milan Záleský (-/1) -
trenéři Jiří Škvára a Zdeněk Holoubek

### SK Benešov
Miroslav Beran (-/0),
O. Famuljevič (-/0),
M. Tomáš (-/0) –
Martin Barna (-/0),
Martin Bárta (-/2),
Pavel Borovec (-/0),
David Čáp (-/0),
J. Feitl (-/0),
Ondřej Houda (-/2),
Jan Kalenda (-/0),
M. Karda (-/0),
Petr Kotora (-/2),
A. Kozyrev (-/0),
Čestmír Křižka (-/3),
R. Kulhánek (-/0),
J. Kuželka (-/0),
Marek (-/1),
D. Mestek (-/1),
Roman Nádvorník (-/0),
P. Rezek (-/1),
Petr Slepička (-/1),
M. Stibůrek (-/0),
Miroslav Svoboda (-/0),
David Štěpánek (-/0),
P. Tesařík (-/1),
Petr Vojta (-/2) –
trenér Jiří Hák